# Norwegischer Fußballpokal der Männer 1975
Der norwegische Fußballpokal 1975 (kurz auch NM-Cup 1975 genannt) war die 70. Austragung des Fußballpokalwettbewerbs der Männer. Im Duell der Zweitligisten stand mit dem SFK Bodø-Glimt zum ersten Mal ein Team aus Nordnorwegen im Finale. Bodø-Glimt setzte sich dabei mit 2:0 gegen den SK Vard Haugesund durch. Durch den Sieg qualifizierte sich Bodø-Glimt für den Europapokal der Pokalsieger 1976/77.

## 1. Runde
| Datum      |                  | Ergebnis  |                     |
| ---------- | ---------------- | --------- | ------------------- |
| 28.05.1975 | Odds BK          | 0:1       | Tjølling IF         |
| 29.05.1975 | Aksla IL         | 00:10     | Molde FK            |
|            | Arna TIL         | 1:3       | IL Varegg           |
|            | Askim FK         | 3:2 n. V. | Aurskog IL          |
|            | SK Baune         | 1:0       | Florvåg IF          |
|            | SFK Bodø-Glimt   | 3:0       | Kabelvåg IL         |
|            | Brann Bergen     | 1:0       | IL Bjarg            |
|            | Brumunddal IL    | 3:0       | Faaberg IL          |
|            | Dale IL Fjaler   | 1:4       | Eid IL              |
|            | SK Djerv 1919    | 1:1 n. V. | SK Haugar           |
|            | Eidsvold Turn    | 4:0       | Øvrevoll BK         |
|            | Eik IF           | 2:0       | Larvik Turn         |
|            | SK Falken        | 0:1       | SK Nessegutten      |
|            | Fana IL          | 0:2       | Ny-Krohnborg IL     |
|            | FK Fauske/Sprint | 0:2       | Mo IL               |
|            | Folldal IF       | 0:2 n. V. | Tynset IF           |
|            | Fram Larvik      | 1:0       | Brevik IL           |
|            | Grorud IL        | 3:0       | Ullensaker/Kisa IL  |
|            | Gvarv IL         | 0:4       | IF Pors             |
|            | Ham-Kam          | 4:0       | Ottestad IL         |
|            | Henning IL       | 3:5       | IL Stjørdals-Blink  |
|            | Hof IL           | 0:2       | Grue IL             |
|            | IL Hødd          | 1:0       | FK Sykkylven        |
|            | SK Jarl          | 1:4       | Viking Stavanger    |
|            | Jevnaker IF      | 1:2       | FK Gjøvik Lyn       |
|            | Kirkenes IF      | 2:1 n. V. | IL Norild           |
|            | Kongsvinger IL   | 3:2 n. V. | Ørje IL             |
|            | Kopervik IL      | 2:3 n. V. | SK Vard Haugesund   |
|            | Kristiansund FK  | 0:3       | Clausenengen FK     |
|            | Kvinesdal IL     | 1:2       | Vigrestad IK        |
|            | FK Landsås       | 2:0       | FK Mjølner          |
|            | Leksvik IL       | 1:2       | Strindheim IL       |
|            | Lillestrøm SK    | 2:1       | Røa IL              |
|            | Lisleby FK       | 1:0       | Borgen IL           |
|            | Løkken IF        | 1:4       | Rosenborg Trondheim |
|            | Mjøndalen IF     | 6:0       | Teie IF             |
|            | Moss FK          | 1:0 n. V. | Kvik Halden FK      |
|            | Namsos IL        | 1:0       | Steinkjer FK        |
|            | Navestad IF      | 3:2       | Fredrikstad FK      |
|            | Neset FK         | 2:1       | Nidelv IL           |
|            | Nybergsund IL    | 4:2       | Otta IL             |
|            | Raufoss IL       | 1:2       | Vardal IF           |
|            | Sarpsborg FK     | 5:2       | Greåker IF          |
|            | Skarbøvik IF     | 2:0       | Bergsøy IL          |
|            | Sogndal IL       | 0:1       | IL Jotun            |
|            | Sola FK          | 0:1       | Bryne FK            |
|            | Stabæk IF        | 0:4       | SFK Lyn Oslo        |
|            | Stavanger IF     | 2:1 n. V. | IL Brodd            |
|            | Stord IL         | 2:1 n. V. | Odda IL             |
|            | Strømmen IF      | 2:4       | Frigg Oslo FK       |
|            | Strømsgodset IF  | 5:1       | Oppsal IF           |
|            | Tistedalen TIF   | 0:3       | Østsiden IL         |
|            | Tromsø IL        | 2:0       | IL Stein            |
|            | SK Træff         | 0:1       | Aalesunds FK        |
|            | Urædd FK         | 2:0       | SBK Drafn           |
|            | FK Vidar         | 3:2       | SK Ulf              |
|            | FK Vigør         | 0:2       | Start Kristiansand  |
|            | Vikersund IF     | 0:1       | Skeid Oslo          |
|            | FBK Voss         | 0:3       | Os TF               |
|            | Vålerenga Oslo   | 1:0       | SK Speed Oslo       |
|            | FK Ørn           | 3:1       | SBK Skiold          |
|            | Ørsta IL         | 2:3       | Langevåg IL         |
|            | Åndalsnes IF     | 0:1       | Sunndal IL          |
|            | Åssiden IF       | 0:1       | Kongsberg IF        |

### Wiederholungsspiel
| Datum      |           | Ergebnis |               |
| ---------- | --------- | -------- | ------------- |
| 05.06.1975 | SK Haugar | 2:1      | SK Djerv 1919 |

## 2. Runde
| Datum      |                    | Ergebnis  |                     |
| ---------- | ------------------ | --------- | ------------------- |
| 11.06.1975 | Askim FK           | 1:3       | Moss FK             |
|            | Bryne FK           | 2:1       | Stavanger IF        |
|            | Eid IL             | 0:3       | Aalesunds FK        |
|            | Frigg Oslo FK      | 1:1 n. V. | FK Ørn              |
|            | FK Gjøvik Lyn      | 0:2       | Lillestrøm SK       |
|            | Grorud IL          | 2:1 n. V. | Sarpsborg FK        |
|            | Grue IL            | 5:2       | Eidsvold Turn       |
|            | IL Jotun           | 0:3       | Brann Bergen        |
|            | Kongsberg IF       | 1:3       | Vålerenga Oslo      |
|            | Kongsvinger IL     | 0:1       | Ham-Kam             |
|            | FK Landsås         | 1:7       | SFK Bodø-Glimt      |
|            | Langevåg IL        | 1:3       | IL Hødd             |
|            | Lisleby FK         | 2:1       | Eik IF              |
|            | Mo IL              | 3:0       | Namsos IL           |
|            | Molde FK           | 5:0       | Skarbøvik IF        |
|            | SK Nessegutten     | 0:2       | Neset FK            |
|            | Nybergsund IL      | 0:4       | Brumunddal IL       |
|            | Os TF              | 4:2       | Ny-Krohnborg IL     |
|            | IF Pors            | 3:2       | SFK Lyn Oslo        |
|            | Skeid Oslo         | 2:2 n. V. | Navestad IF         |
|            | Start Kristiansand | 2:0       | Urædd FK            |
|            | Strindheim IL      | 1:0       | IL Stjørdals-Blink  |
|            | Sunndal IL         | 0:1       | Clausenengen FK     |
|            | Tjølling IF        | 1:2       | Strømsgodset IF     |
|            | Tromsø IL          | 3:1       | Kirkenes IF         |
|            | Tynset IF          | 0:3       | Rosenborg Trondheim |
|            | SK Vard Haugesund  | 7:1       | Stord IL            |
|            | Vardal IF          | 3:4       | Mjøndalen IF        |
|            | IL Varegg          | 3:1       | SK Baune            |
|            | Vigrestad IK       | 1:1 n. V. | SK Haugar           |
|            | Viking Stavanger   | 3:0       | FK Vidar            |
|            | Østsiden IL        | 3:1       | Fram Larvik         |

### Wiederholungsspiele
| Datum      |             | Ergebnis |               |
| ---------- | ----------- | -------- | ------------- |
| 18.06.1975 | SK Haugar   | 2:1      | Vigrestad IK  |
|            | Navestad IF | 1:3      | Skeid Oslo    |
|            | FK Ørn      | 2:0      | Frigg Oslo FK |

## 3. Runde
| Datum      |                     | Ergebnis  |                    |
| ---------- | ------------------- | --------- | ------------------ |
| 25.06.1975 | Vålerenga Oslo      | 0:0 n. V. | Østsiden IL        |
|            | Bryne FK            | 0:0 n. V. | Start Kristiansand |
|            | Clausenengen FK     | 3:0       | IL Hødd            |
|            | SFK Bodø-Glimt      | 4:0       | Tromsø IL          |
|            | Os TF               | 3:7 n. V. | SK Vard Haugesund  |
|            | Lillestrøm SK       | 3:0       | IF Pors            |
|            | Ham-Kam             | 1:0       | Grue IL            |
|            | Aalesunds FK        | 1:0       | Molde FK           |
| 26.06.1975 | SK Haugar           | 0:3       | Viking Stavanger   |
|            | Brann Bergen        | 1:0       | IL Varegg          |
|            | Rosenborg Trondheim | 5:1       | Neset FK           |
| 01.07.1975 | Moss FK             | 2:0       | FK Ørn             |
| 02.07.1975 | Mjøndalen IF        | 5:0       | Grorud IL          |
| 03.07.1975 | Mo IL               | 2:0       | Strindheim IL      |
|            | Brumunddal IL       | 1:2 n. V. | Skeid Oslo         |
|            | Strømsgodset IF     | 1:3       | Lisleby FK         |

### Wiederholungsspiele
| Datum      |                    | Ergebnis  |                |
| ---------- | ------------------ | --------- | -------------- |
| 02.07.1975 | Østsiden IL        | 1:2       | Vålerenga Oslo |
| 11.07.1975 | Start Kristiansand | 2:1 n. V. | Bryne FK       |

## 4. Runde
| Datum      |                    | Ergebnis  |                     |
| ---------- | ------------------ | --------- | ------------------- |
| 17.08.1975 | SK Vard Haugesund  | 2:1       | Brann Bergen        |
|            | Lillestrøm SK      | 1:2       | Moss FK             |
|            | Ham-Kam            | 3:2       | Vålerenga Oslo      |
|            | Skeid Oslo         | 1:1 n. V. | SFK Bodø-Glimt      |
|            | Viking Stavanger   | 5:0       | Clausenengen FK     |
|            | Lisleby FK         | 0:1       | Mjøndalen IF        |
|            | Mo IL              | 0:1       | Rosenborg Trondheim |
|            | Start Kristiansand | 3:1       | Aalesunds FK        |

### Wiederholungsspiel
| Datum      |                | Ergebnis |            |
| ---------- | -------------- | -------- | ---------- |
| 21.08.1975 | SFK Bodø-Glimt | 3:1      | Skeid Oslo |

## Viertelfinale
| Datum      |                     | Ergebnis |                   |
| ---------- | ------------------- | -------- | ----------------- |
| 07.09.1975 | SFK Bodø-Glimt      | 2:1      | Viking Stavanger  |
|            | Moss FK             | 0:2      | SK Vard Haugesund |
|            | Start Kristiansand  | 3:2      | Ham-Kam           |
|            | Rosenborg Trondheim | 2:1      | Mjøndalen IF      |

## Halbfinale
| Datum      |                   | Ergebnis |                     |
| ---------- | ----------------- | -------- | ------------------- |
| 08.10.1975 | SFK Bodø-Glimt    | 1:0      | Start Kristiansand  |
|            | SK Vard Haugesund | 4:2      | Rosenborg Trondheim |

## Finale
| SFK Bodø-Glimt                              | SFK Bodø-Glimt | SK Vard Haugesund | SK Vard Haugesund |
| ------------------------------------------- | --- | --- | ----------------- |
| SFK Bodø-Glimt                              | \| Finale \| \| 26. Oktober 1975 in Oslo (Ullevaal-Stadion) \| \| Ergebnis: 2:0 (0:0) \| \| Zuschauer: 24.778 \| \| Schiedsrichter: Kaare Lindboe \| \| Spielbericht \|                                                                            | \| Finale \| \| 26. Oktober 1975 in Oslo (Ullevaal-Stadion) \| \| Ergebnis: 2:0 (0:0) \| \| Zuschauer: 24.778 \| \| Schiedsrichter: Kaare Lindboe \| \| Spielbericht \|                                                         | SK Vard Haugesund |
| SFK Bodø-Glimt                              | Jon Abrahamsen – Trond Tidemann, Einar Kolstad, Odd Bjørn Kristoffersen, Tor Eriksen – Arild Olsen, Harald Berg , Jakob Klette – Ove Andreassen (57. Sturla Solhaug), Arne Hanssen, Terje Mørkved (84. Trygve Nygård) Cheftrainer: Oddbjørn Nygård | Hans Høie – Leo Austevik (86. Ernst Fosen), Thor Olaf Wiig, Kolbein Oddenes, Per Sønstabø – Paul Reine, Rune Ottesen, Egil Severeide – Age Risanger, Arne Økland, Helge Hustvedt (60. Svein Hammerø) Cheftrainer: Svein Hammerø | SK Vard Haugesund |
| SFK Bodø-Glimt                              | 1:0 Sturla Solhaug (70.) 2:0 Arne Hanssen (88.) | | SK Vard Haugesund |
| Finale                                      | | |                   |
| 26. Oktober 1975 in Oslo (Ullevaal-Stadion) | | |                   |
| Ergebnis: 2:0 (0:0)                         | | |                   |
| Zuschauer: 24.778                           | | |                   |
| Schiedsrichter: Kaare Lindboe               | | |                   |
| Spielbericht                                | | |                   |